# نبرد کوناکسا
نبرد کوناکسا (یونانی: Κούναξα) نبردی داخلی در دودمان هخامنشیان بود که بین کوروش کوچک و اردشیر دوم هخامنشی بر سر کسب تاج و تخت روی داد. در این نبرد اردشیر دوم پیروز شده و کوروش جوان (کوچک) کشته می‌شود. این رزم در ساحل رود فرات رخ داد.

## پیش‌زمینه
کوروش جوان لشکری از مزدوران یونانی متشکل از ۱۰۴۰۰ هوپلیت و ۲۵۰۰ پیاده سبک و تیرانداز را به فرماندهی کلارخوس، ژنرال اسپارتی گرد آورد و در ناحیه کوناکسا به استقبال نبرد با اردشیر شتافت. او همچنین دارای نیروهای زیادی از سربازان تحت فرماندهی دوم خود آریائوس بود. در مقابل تعداد نیروهای ارتش شاهنشاهی هخامنشی نیز بالغ بر ۴۰ هزار نفر بود.

## روایت گزنفون
گزنفون در لشکرکشی کورش‌کوچک، در سال ۴۰۱ پ.م. علیه اردشیردوم شرکت جست. چون کورش‌کوچک در نبرد کوناکس در بابل کشته شد و لشکریان وی پراکنده گشتند و فرماندهان یونانی را ایرانیان گرفته اعدام کردند و سربازان مزدور یونانی هزاران کیلومتر دور از میهن در کشوری ناشناس تنها ماندند، گزنفون در رهبری رجعت ایشان فعالانه شرکت کرد. یونانیان موفق شدند مانند نابینایان کورمال کورمال از آسیای مقدم و آشور و ارمنستان گذشته به کرانه دریای سیاه برسند. قریب نیمی از ایشان بعدها به لشکریان آگسیلا شاه اسپارت، که در آن زمان در غرب آسیای صغیر با ایرانیان در جنگ بود، پیوستند. گزنفون نیز به زیر فرمان آگسیلا درآمد. این امر را در آتن خیانت تلقی کردند و گزنفون را از حق تابعیت آتن محروم و از آن شهر بیرون کردند. پس از آن گزنفون در خدمت اسپارت باقی ماند و حتی علیه میهن پیشین خویش پیکار کرد. در حدود سال ۳۸۰ پ.م. دولت اسپارت ملکی به وی داد و او در آنجا آسوده می‌زیست و به فعالیت ادبی مشغول بود.

## نگارخانه نبرد

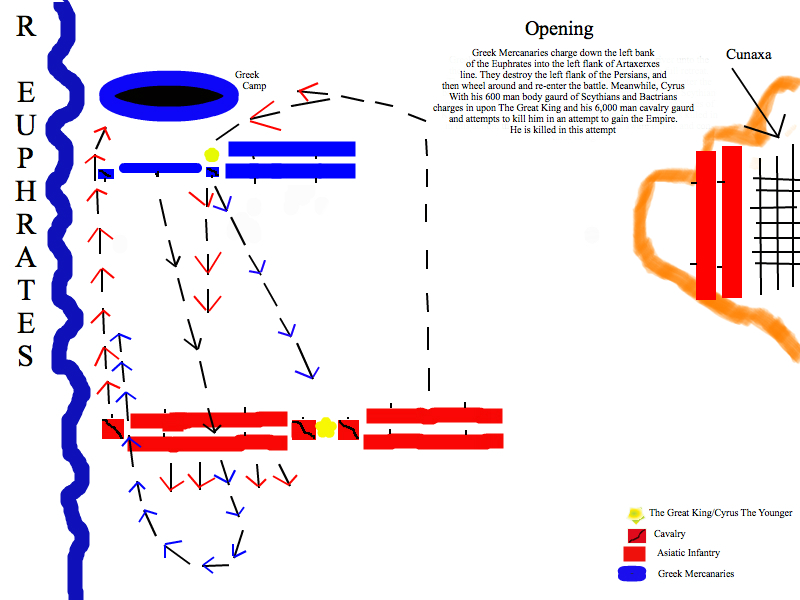
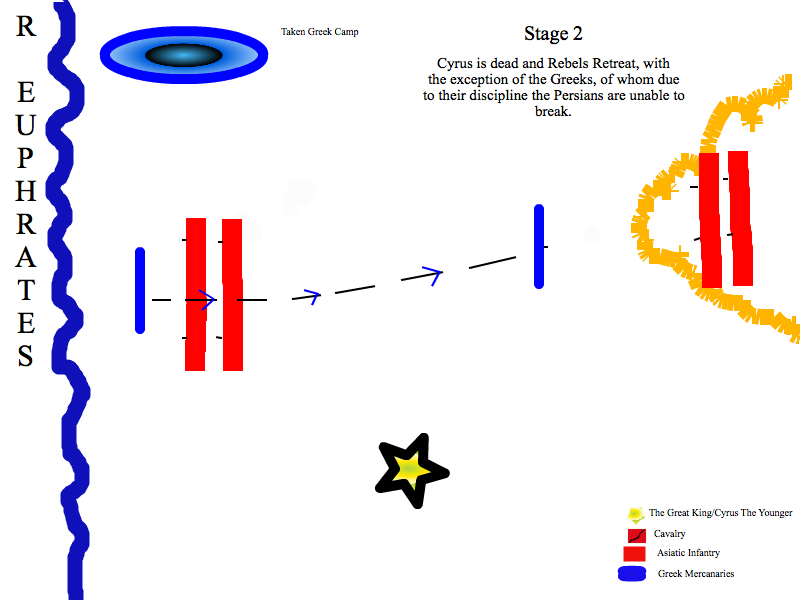